# Hans Fruhstorfer
Hans Fruhstorfer (7 de março de 1866, em Passau, Alemanha – 9 de abril de 1922, em Munique) foi um explorador alemão, comerciante de insetos e entomologista especializado em Lepidoptera. Ele coletou e descreveu novas espécies de borboletas exóticas, especialmente em Macrolepidoptera of the World de Adalbert Seitz. Ele é mais conhecido por seu trabalho sobre as borboletas de Java.
Sua carreira começou em 1888, quando passou dois anos no Brasil. A expedição foi bem sucedida financeiramente e o levou a se tornar um colecionador profissional. Em seguida, ele passou algum tempo no Sri Lanka (então Ceilão), depois em 1890 foi para Java por três anos, visitando Sumatra. Entre 1895 e 1896 coletou em Celebes, Lomboque e Bali. Em 1899, fez uma viagem de três anos aos Estados Unidos, Oceania, Japão, China, Tonquim, Aname e Tailândia, retornando via Índia.
Após suas viagens, estabeleceu-se em Genebra, onde escreveu monografias com base nos espécimes de sua extensa coleção particular.  Muitos destes foram incorporados ao trabalho de Seitz. Na taxonomia, ele fez uso extensivo da estrutura da genitália masculina. Fruhstorfer, nestes anos também estudou borboletas paleárticas, Orthoptera e botânica. Não mais viajando, Fruhstorfer empregou os colecionadores Hans Sauter em Formosa e Franz Werner na Nova Guiné.
As coleções de Fruhstorfer estão depositadas no Museum für Naturkunde em Berlim, no Museu de História Natural de Londres e no Muséum national d'histoire naturelle em Paris,  bem como em muitos outros museus.
Fruhstorfer morreu em Munique em 9 de abril de 1922, após uma operação fracassada de câncer.

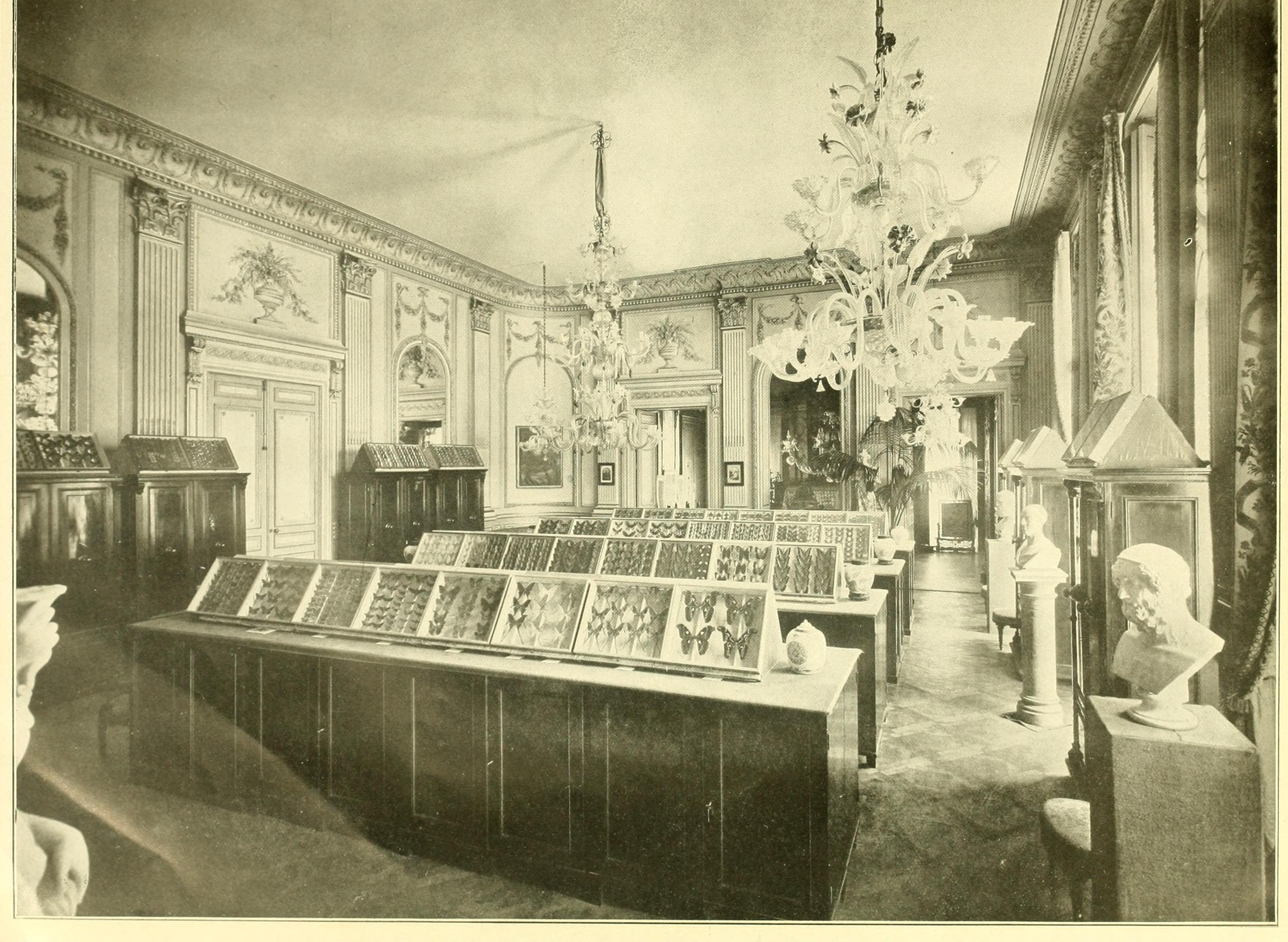
A coleção de Hans Fruhstorfer

## Legado
Fruhstorfer é comemorado no nome científico de uma espécie de cobra, Tetralepis fruhstorferi, que é endêmica de Java.

## Obras
Lista parcial:
- "Verzeichnis der von mir in Tonkin, Annam und Siam gesammelten Nymphaliden und Besprechung verwandter Formen", Wiener entomologische Zeitung 25: 307-362, pls. 1,2. (1906)
- "Família Pieridae", em Adalbert Seitz (ed. ) Os Macrolepidoptera do Mundo 9: 119-190, pls. Alfred Kernen, Stuttgart. (1910)
- "Família Lycaenidae", em Adalbert Seitz (ed. ) Os Macrolepidoptera do Mundo 9: 803-901, pls. (parte) Alfred Kernen, Stuttgart. (1915-1924)
- Wikispecies (veja abaixo) fornece outra lista e links para documentos digitalizados por Fruhstorfer

## Origens
- The Entomologist, pela Royal Entomological Society of London, British Trust for Entomology. 1922 - Página 144. via - Google Livros.
- Otakar Kudrna 1985: "borboletas europeias nomeadas por Hans Fruhstorfer" em Nachrichten des entomologischen Vereins Apollo. (Suplemento) 5 : 1-60.
- Gerardo Lamas: "A Bibliografia das Publicações Zoológicas de Hans Fruhstorfer (1886* - 1922†)" (PDF) em Entomofauna 26 6): 57-100. via - Internet Archive.